# Новосергіївка (38621418101)
Новосергіївка (рос. Новосергеевка) — присілок в Курчатовському районі Курської області Російської Федерації.
Населення становить 263 особи. Входить до складу муніципального утворення Колпаковська сільрада.

## Історія
Населений пункт розташований на території українського етнічного та культурного краю Східна Слобожанщина.
Від 2004 року входить до складу муніципального утворення Колпаковська сільрада.

## Населення
| 2002 | 2010 |
| ---- | ---- |
| 368  | ↘263 |